# Ritmo (corrida)
Ritmo, também conhecido como pace (inglês), é um valor numérico utilizado com frequência em competições de atletismo e ciclismo, que determina o ritmo médio de um atleta, representado geralmente na forma de min/km. Apesar de ser mais evidenciada a representação de minutos por quilômetro, também é encontrado na literatura a utilização de minutos por milha.
O ritmo é utilizado como variável de controle para a intensidade das diferentes cargas de treinamentos gerais e específicos para determinado atleta.